# USS Cannon (DE-99)
USS Cannon (DE-99) là một tàu hộ tống khu trục, là chiếc dẫn đầu của lớp tàu mang tên nó đã phục vụ cùng Hải quân Hoa Kỳ trong Chiến tranh Thế giới thứ hai. Nó là chiếc tàu chiến duy nhất của Hải quân Hoa Kỳ được đặt theo tên Đại úy Thủy quân Lục chiến George H. Cannon (1915-1941), người đã tử trận tại Midway vào ngày 7 tháng 12, 1941 và được truy tặng Huân chương Danh dự. Nó đã hoạt động trong chiến tranh tại Đại Tây Dương cho đến tháng 12, 1944, khi nó được chuyển cho Hải quân Brazil và tiếp tục phục vụ như là chiếc Baependi (BE-5) cho đến năm 1974. Con tàu bị tháo dỡ sau đó.

## Thiết kế và chế tạo
Lớp Cannon có thiết kế hầu như tương tự với lớp Buckley dẫn trước; khác biệt chủ yếu là ở hệ thống động lực Kiểu DET (diesel electric tandem). Các động cơ diesel đặt nối tiếp nhau dẫn động máy phát điện để cung cấp điện năng quay trục chân vịt cho con tàu. Động cơ diesel có ưu thế về hiệu suất sử dụng nhiên liệu, giúp cho lớp Cannon cải thiện được tầm xa hoạt động, nhưng đánh đổi lấy tốc độ chậm hơn.
Vũ khí trang bị bao gồm ba pháo 3 in (76 mm)/50 cal trên tháp pháo nòng đơn có thể đối hạm hoặc phòng không, một khẩu đội pháo phòng không Bofors 40 mm nòng đôi và tám pháo phòng không Oerlikon 20 mm. Vũ khí chống ngầm bao gồm một dàn súng cối chống tàu ngầm Hedgehog Mk. 10 (có 24 nòng và mang theo 144 quả đạn); hai đường ray Mk. 9 và tám máy phóng K3 Mk. 6 để thả mìn sâu. Con tàu vẫn giữ lại ba ống phóng ngư lôi Mark 15 21 inch (533 mm). Thủy thủ đoàn đầy đủ bao gồm 15 sĩ quan và 201 thủy thủ.
Cannon được đặt lườn tại xưởng tàu của hãng Dravo Corporation ở Wilmington, Delaware vào ngày 14 tháng 12, 1942. Nó được hạ thủy vào ngày 25 tháng 5, 1943, được đỡ đầu bởi bà E. H. Cannon, và nhập biên chế cùng Hải quân Hoa Kỳ vào ngày 26 tháng 9, 1943 dưới quyền chỉ huy của Hạm trưởng, Thiếu tá Hải quân Grinnell Morris.

## Lịch sử hoạt động

### USSCannon
Trình diện để phục vụ cùng Hạm đội Đại Tây Dương, Cannon rời Philadelphia, Pennsylvania vào ngày 30 tháng 11, 1943 để đi Trinidad, đến nơi vào ngày 5 tháng 12. Trong suốt một năm tiếp theo, nó làm nhiệm vụ hộ tống vận tải từ khu vực Tây Ấn đến Recife và Rio de Janeiro, Brazil; và nó cũng đã từng thực hiện một chuyến đi vượt Đại Tây Dương từ Brazil sang Gibraltar, hộ tống các tàu chở dầu sang phục vụ cho các chiến dịch tại khu vực Địa Trung Hải.

### Baependi(BE-5)
Kết thúc nhiệm vụ hộ tống vận tải, Cannon đi đến Natal, Brazil vào ngày 4 tháng 12, 1944, nơi nó bắt đầu huấn luyện vận hành cho một thủy thủ đoàn người Brasil. Con tàu được chính thức xuất biên chế và chuyển cho Brazil tại Natal vào ngày 19 tháng 12 theo Chương trình Cho thuê-Cho mượn (Lend-Lease). Nó phục vụ cùng Hải quân Brasil như là chiếc Baependi (BE-5) (sau đổi thành U-27) cho đến năm 1975.

## Phần thưởng
Nguồn: Navsource Naval History
|  |  |

| Huân chương Chiến dịch Hoa Kỳ | Huân chương Chiến thắng Thế Chiến II |